# Ken Annakin
Ken Annakin (Beverley, 10 augustus 1914 – Beverly Hills (Verenigde Staten), 22 april 2009) was een Engels filmregisseur.
Aanvankelijk maakte Annakin documentaires. In 1947 ging hij bij de Rank Studios aan de slag en kwam een jaar later terecht bij Gainsborough Pictures. Annakin kreeg bekendheid door drie films over the Huggets, over een arbeidersfamilie in naoorlogs Engeland, en een aantal Walt Disney-films, zoals The Story of Robin Hood (1952), The Sword and the Rose (1953), Third Man on the Mountain (1959) en Swiss Family Robinson (1960).
Nadien werkte hij met producent Darryl F. Zanuck toen die bezig was met het Britse deel van The Longest Day. Als hoofd van 20th Century Fox schonk Zanuck hem het vertrouwen voor een van zijn meest ambitieuze projecten: Those Magnificent Men in Their Flying Machines (1965). Hij regisseerde ook de film Battle of the Bulge met Henry Fonda, eveneens in 1965.
Daarna volgden films als Monte Carlo or Bust! (1969), The Call of the Wild (1972) en The New Adventures of Pippi Longstocking (1988). Het filmproject Genghis Khan, met Charlton Heston in de hoofdrol en opgenomen in 1992 in Rusland, China en Mongolië, werd door financiële problemen nooit afgerond. 

## Filmografie (selectie)
- West Riding (1946)
- It Began on the Clyde (1946)
- Fenlands (1946)
- Holiday Camp (1947)
- Miranda (1948)
- Broken Journey (1948)
- Quartet (1948)
- Here Come the Huggetts (1948)
- Vote for Huggett (1949)
- The Huggetts Abroad (1949)
- Landfall (1949)
- Double Confession (1950)
- Hotel Sahara (1951)
- The Story of Robin Hood and His Merrie Men (1952)
- The Planter's Wife (1952)
- The Sword and the Rose (1953)
- You Know What Sailors Are (1954)
- The Seekers (1954)
- Value for Money (1955)
- Loser Takes All (1956)
- Three Men in a Boat (1956)
- Across the Bridge (1957)
- Nor the Moon by Night (1958)
- Third Man on the Mountain (1959)
- Swiss Family Robinson (1960)
- Very Important Person (1961)
- The Hellions (1961)
- The Fast Lady (1962)
- The Longest Day (1962)
- Crooks Anonymous (1962)
- The Informers (1963)
- Those Magnificent Men in their Flying Machines (1965)
- Battle of the Bulge (1965)
- The Long Duel (1967)
- The Biggest Bundle of Them All (1968)
- Monte Carlo or Bust! (1969)
- The Call of the Wild (1972)
- Paper Tiger (1975)
- The Fifth Musketeer (1979)
- Cheaper to Keep Her (1981)
- The Pirate Movie (1982)
- The New Adventures of Pippi Longstocking (1988)

- Bibsys: 3044706
- Biblioteca Nacional de España: XX1287787
- Bibliothèque nationale de France: cb13890804d (data)
- CiNii: DA17451070
- Gemeinsame Normdatei: 140755284
- International Standard Name Identifier: 0000 0000 7729 1644
- Library of Congress Control Number: n87813941
- Bibliotheek van het Japanse parlement: 00462383
- Nationale Bibliotheek van Tsjechië: ola2002146902
- Nationale Bibliotheek van Israël: 987007457738505171
- Nederlandse Thesaurus van Auteursnamen: 07106642X
- Istituto Centrale per il Catalogo Unico: RAVV091361
- SNAC: w6db93w9
- Système universitaire de documentation: 122795806
- Virtual International Authority File: 32182459
- WorldCat: E39PBJgRVBbQXc77vP6QyTdJDq